# Heinz Ludewig
Heinz Ludewig (* 24. Dezember 1889 in Duisburg; † 16. Mai 1950 in Düsseldorf) war ein deutscher Fußballspieler und -trainer. Sein einziges Länderspiel für die A-Nationalmannschaft bestritt er am 5. April 1914 in Amsterdam beim 4:4-Unentschieden gegen die Nationalmannschaft der Niederlande.

## Spielerkarriere
Ludewig gehörte dem Duisburger SpV von 1900 bis 1922 als Mittelläufer an. Mit 17 Jahren rückte er in die 1. Mannschaft der „Rotblusen“ auf. Das erste Spiel in der Endrunde um die deutsche Fußballmeisterschaft absolvierte er am 7. Mai 1911 in Bremen gegen Holstein Kiel. Er spielte bereits auf der Mittelläuferposition neben Mitspielern wie Christian Schilling und Walter Fischer, das Spiel wurde aber mit 1:3 verloren. Seine beste Zeit als Spieler hatte er in den Jahren 1913 und 1914, als er im Finale der Deutschen Meisterschaft stand, dort aber dem VfB Leipzig unterlag, mit der Auswahlmannschaft des Westdeutschen Spiel-Verbandes den Kronprinzenpokal gewann und noch zum Nationalspieler wurde. Nach dem Gewinn der westdeutschen Meisterschaft zog er in der Endrunde um die deutsche Meisterschaft 1913 nach Erfolgen gegen die Stuttgarter Kickers (2:1) und Holstein Kiel (2:1) in das Endspiel am 11. Mai in München gegen den VfB Leipzig ein. Leipzig gewann die deutsche Meisterschaft mit 3:1. Am 8. Juni 1913 gewann Ludewig mit Westdeutschland in Berlin mit 5:3 gegen Brandenburg den Kronprinzenpokal. Josef Schümmelfelder spielte linker Außenläufer und seine vier DSV-Mannschaftskameraden Sebastian Quatram, Heinrich Fischer, Hermann Steinhauer und Walter Fischer spielten im Angriff des Pokalsiegers.
Sein einziges Länderspiel für die A-Nationalmannschaft bestritt er am 5. April 1914 in Amsterdam beim 4:4-Unentschieden gegen die Nationalmannschaft der Niederlande. Ludewig debütierte dabei wie die Mannschaftskameraden Willi Völker, Ernst Rokosch, Albert Bollmann und Otto Harder, DSV-Kollege Walter Fischer stürmte auf Linksaußen. Es war das letzte Länderspiel vor Ausbruch des Ersten Weltkrieges; erst am 27. Juni 1920 konnte die Länderspielserie des DFB wieder mit einem Spiel gegen die Schweiz in Zürich fortgesetzt werden. Weitere Erfolge verhinderte dann der Erste Weltkrieg. Mit dem DSV gewann er 1921 nochmals die Westdeutsche Meisterschaft, verlor aber in der Endrunde um die deutsche Meisterschaft das Halbfinalspiel am 29. Mai 1921 mit 1:2 n. V. gegen Vorwärts Berlin. 1922 musste er nach einer schweren Knieverletzung seine Karriere beenden. Von 1911 bis 1921 hat er mit dem DSV acht Endrundenspiele um die deutsche Meisterschaft bestritten.

## Trainerkarriere
Am 3. April 1925 wurde Heinz Ludewig erster Trainer beim FC Schalke 04 und schuf mit seiner Lehre des modernen Flachpassspiels die Grundlagen für die Erfolge der Schalker in den dreißiger Jahren. 1926 stieg Schalke in die 1. Ruhrbezirksklasse, die höchste Spielklasse im Westen, auf und qualifizierte sich für die Endrunde um die Westdeutsche Meisterschaft. Durch den zweiten Platz hinter seinem früheren Verein, dem Duisburger SpV, führte Ludewig die Schalker Mannschaft auch erstmals in die Endrunde zur Deutschen Meisterschaft 1927. Nachfolger als Trainer beim FC Schalke 04 wurde der Österreicher Gustav Wieser.